# Agrochola conjuncta
Agrochola conjuncta är en fjärilsart som beskrevs av Hofer. Agrochola conjuncta ingår i släktet Agrochola och familjen nattflyn. Inga underarter finns listade i Catalogue of Life.